# Brigitte Reinwald

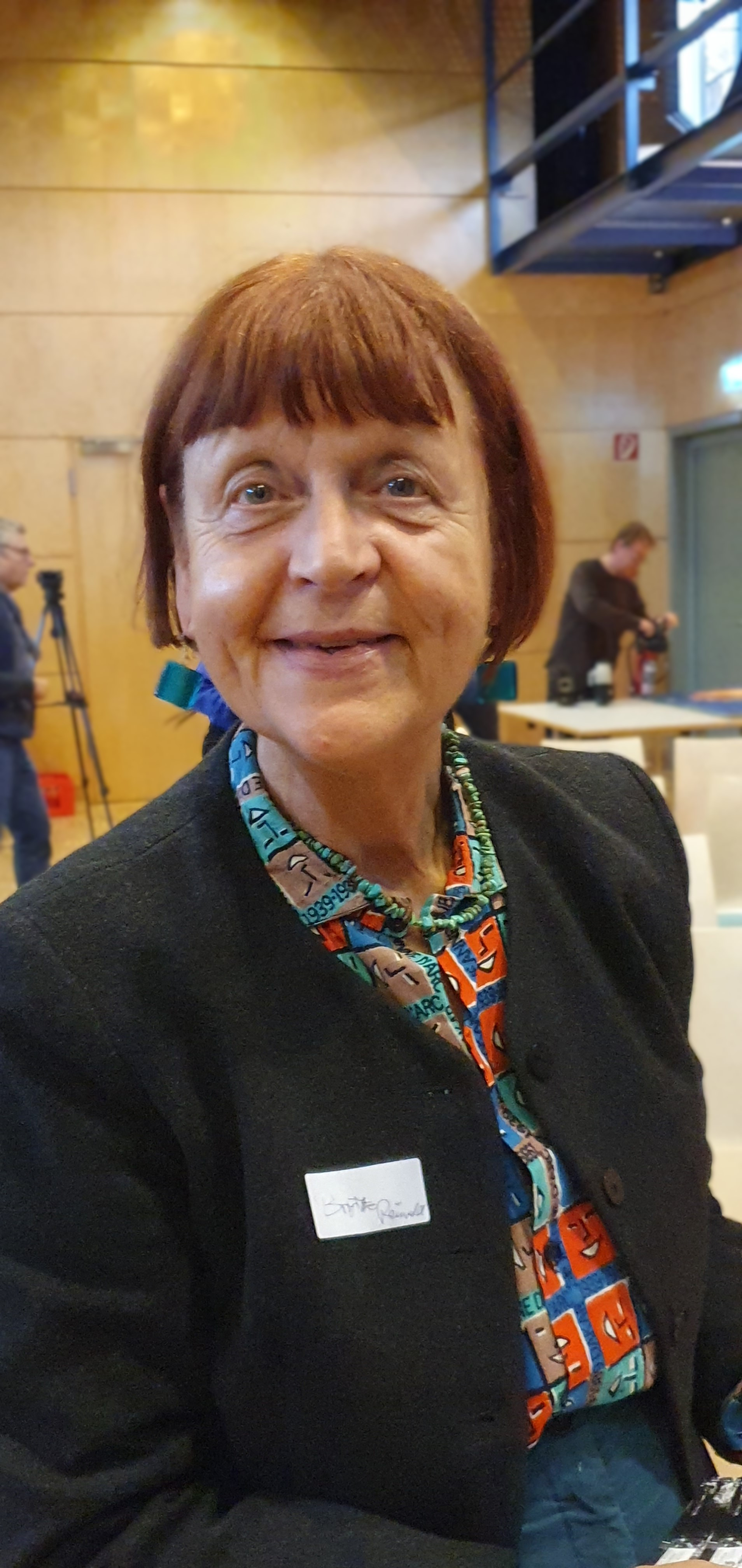
Brigitte Reinwald, 2024

Brigitte Reinwald (* 13. Januar 1958 in Beindersheim) ist eine deutsche Neuzeithistorikerin. Sie forscht über Themen aus der Geschichte Afrikas.

## Wissenschaftliche Laufbahn
Reinwald studierte Germanistik, Geschichte, Philosophie und Erziehungswissenschaften an der Albert-Ludwigs-Universität Freiburg, der Universität Poitiers und der Universität Hamburg. In Hamburg legte sie 1984 das erste Staatsexamen für das Lehramt in der Sekundarstufe II an Gymnasien ab. In den beiden darauffolgenden Jahren absolvierte sie dort das Referendariat und 1986 das zweite Staatsexamen. Reinwalds ursprüngliche beruflichen Pläne wurden durch den zu dieser Zeit in Hamburg geltenden Einstellungsstopp für das Lehramt durchkreuzt. Deshalb entschloss sie sich, stattdessen über ein afrikanisches Thema zu promovieren. Während ihres Auslandsstudiums in Frankreich war sie durch Kommilitonen erstmals mit der Kultur des afrikanischen Kontinents in Kontakt gekommen. Sie hielt sich 1989 bis 1990 zu Forschungszwecken in Senegal auf und promovierte 1993 in Hamburg bei Leonhard Harding (Der Reichtum der Frauen. Leben und Arbeit der weiblichen Bevölkerung in Siin/Senegal unter dem Einfluss der französischen Kolonisation).
Es folgten redaktionelle und beratende Tätigkeiten für den Südwestfunk Baden-Baden und die Brockhaus-Redaktion in Mannheim, außerdem Lehraufträge an den Universitäten Hamburg, Louvain-La-Neuve (Belgien) und der Leibniz Universität Hannover. Reinwald war von 1998 bis 2004 wissenschaftliche Mitarbeiterin am Zentrum Moderner Orient in Berlin. Für ihre Forschungen ging sie auch nach Frankreich, Burkina Faso, London, Rom, Pune (Indien) und Sansibar.
Im Jahr 2003 habilitierte sie sich an der Universität Wien.
Seit 2004 ist sie die Professorin für Afrikanische Geschichte am Historischen Seminar der Leibniz Universität Hannover.

## Mitgliedschaften und weitere Funktionen (Auswahl)
- Akademie der Wissenschaften zu Göttingen, ordentliches Mitglied seit 2009
- stellvertretende Sprecherin des Centre for Atlantic and Global Studies (CEAGS), eines interdisziplinären Forschungs- und Studienzentrums an der Philosophischen Fakultät der Leibniz Universität Hannover[3]
- Beirat „Dekolonisierendes Erinnerungskonzept“ der Landeshauptstadt Hannover[4]

## Veröffentlichungen (Auswahl)
- Der Reichtum der Frauen. Leben und Arbeit der weiblichen Bevölkerung in Siin/Senegal unter dem Einfluss der französischen Kolonisation (= Studien zur afrikanischen Geschichte, Band 9), LIT, Münster 1995, ISBN 3-89473-778-6 (Dissertation, Universität Hamburg 1994, 417, 121 Seiten, 21 cm).
- Hg. gemeinsam mit Leonhard Harding: Afrika – Mutter und Modell der europäischen Zivilisation? Die Rehabilitierung des afrikanischen Kontinents durch Cheikh Anta Diop, Berlin 1990.
- „Die Sorge, Afrika seine Wirklichkeit zurückzugeben“ – Biographische Anmerkungen zu Cheikh Anta Diop, in: WerkstattGeschichte 9, 1994, S. 7–14 (als pdf).
- „Afrika hierzulande“. Eine Bilder-, Text- und Beziehungsgeschichte (= Stichproben. Wiener Zeitschrift für Kritische Afrikastudien, 10/2006).
- Hg. gemeinsam mit Laurence Marfaing: Afrikanische Beziehungen, Netzwerke und Räume – African networks, exchange and spatial dynamics – Dynamiques spatiales, réseaux et échanges africains, Münster, Hamburg 2001 (= Studien zur Afrikanischen Geschichte; Band 28).
- Zwischen Imperium und Nation: Westafrikanische Veteranen der französischen Armee im spätkolonialen Obervolta, in: Gerhard Höpp und Brigitte Reinwald (Hg.): Fremdeinsätze. Afrikaner und Asiaten in europäischen Kriegen (1914–1945), Berlin 2000, S. 227–252.
- Reisen durch den Krieg: Erfahrungen und Lebensstrategien westafrikanischer Weltkriegsveteranen der französischen Kolonialarmee (= Zentrum Moderner Orient, Studien 18), Geisteswissenschaftliche Zentren Berlin e.V., Schwarz, Berlin 2005, ISBN 978-3-87997-620-1 (Habilitation Universität Wien 2003, 444 Seiten, Illustrationen, Karton, 21 cm).
- Citadins au futur? L’insertion des anciens combattants dans l’espace urbain de Bobo-Dioulasso, in: Jean-Luc Vellut (Hg.): Villes d'Afrique. Explorations en histoire urbaine, Tervuren und Paris 2007, S. 179–199.
- Hg. mit Carlos Alberto Haas, Lars Lehmann, David Simo: Das Auswärtige Amt und die Kolonien : Geschichte, Erinnerung, Erbe, C.H. Beck, München, 2024 ISBN 978-3-406-80713-8